# 平澜路
平澜路是浙江省杭州市萧山区的一条道路，南起博奥路，东至畅想路口东侧，规划名钱江二路。道路一共分为两段，南段为博奥路到空港大道，全长3.6公里，后解放河至亚运村于2021年12月开通；北段为奔腾路至畅想路东，已建成段共有1.7公里。
南段是钱江世纪城和亚运村境内的重要道路，金鸡路口南设有滨盛路隧道的出入口，隧道打通了奥体中心南北，联系了萧山、滨江两地。民祥路口南设有平澜隧道（工程名过境通道）的出入口，隧道直接穿过亚运村，并接上空港大道，并可继续行驶至空港高架路和彭埠大桥。

## 相交道路

### 南段
- 博奥路
- 西：帆影路
- 金鸡路
- 民和路
- 东：旗胜弄；西：春音街
- 市心北路
- 东：峪龙路；西：秋韵路
- 鸿宁路
- 海清路（两侧道路不互通）
- 民祥路
- 通文西路
- 丰北路
- 拾久街
- 飞虹路
- 空港大道

### 北段
- 奔腾路
- 攀高路
- 才智路（两侧道路不互通）
- 知行路
- 畅想路

## 地铁
杭州地铁6号线有一段沿平澜路行走，沿途设有3座车站。
- 博奥路口：6博览中心站
- 市心北路口：26：钱江世纪城站
- 通文西路口：6丰北站
- 空港大道口：19平澜路站